# 毛一豸
毛一豸，山西泽州人，清朝政治人物、进士出身。

## 生平
顺治三年，登进士。顺治十三年，以陕西布政司参议任关南分守道。后因救火忧病，逝于紫阳官舍。